# نماد پوند
نماد پوند (£) نمادی است که برای پوند استرلینگ، واحد پول بریتانیا، استفاده می‌شود. این نماد همچنین برای نشان دادن پوند ایرلند، پوند جبل‌طارق، پوند استرالیا و لیر ایتالیا نیز کاربرد دارد.
این نماد برگرفته از حرفِ اولِ اصطلاحِ لاتین libra pondo است که به‌معنای «به وزن یک پوند» است.